# Tony Butala
Anthony Francis Butala, detto Tony (Sharon, 20 novembre 1940), è un cantante statunitense.

## Biografia
È l'ottavo di undici figli di John e Mary Butala.
Dal 1958 fa parte del gruppo The Lettermen, in cui canta.
Ha anche lavorato come doppiatore nel film Le avventure di Peter Pan quando aveva 13 anni in cui doppia un bimbo sperduto.
Nel 1969 ha sposato Judith Ann Blaskovich, ma il loro matrimonio finì anni dopo con divorzio, anche se rimasero in buoni rapporti fino al 2006, quando la ex moglie morì in un incidente stradale. Hanno avuto quattro figli: Anthony, Rebecca, Lisa e Regina. È nonno di cinque nipoti.